# 5458-as busz
Az 5458-as jelzésű autóbuszvonal regionális autóbuszjárat Szekszárd és Siófok között, melyet a Volánbusz Zrt. lát el.

## Közlekedése
A járat Szekszárdot és Siófokot köti össze Paks érintésével. Útvonalhossza Siófok felé 129,6 km, Szekszárd felé 126,8 km. Menetideje Siófok felé 2 óra 32 perc, Szekszárd felé 2 óra 28 perc. Nyári tanszünetben naponta egy járatpár szállítja az utasokat.

## Megállóhelyei
| 0  | Szekszárd, autóbusz-állomás végállomás     | 34 | 1, 4, 4B, 6, 7, 11, 16 1121, 1125, 1131, 1134, 1136, 1506, 1652, 1707, 1731, 1843 5353, 5400, 5403, 5404, 5405, 5406, 5407, 5408, 5410, 5411, 5412, 5413, 5414, 5415, 5416, 5417, 5419, 5420, 5421, 5422, 5423, 5424, 5425, 5426, 5429, 5430, 5432, 5434, 5435, 5436, 5438, 5439, 5440, 5441, 5442, 5445, 5446, 5447, 5448, 5624, 5630, 5631, 5634, 5923 személyvonat, Gemenc InterRégió |
| ∫  | Szekszárd, Szent István tér                | 33 | 1, 4, 4B, 6, 7, 11, 16 1121, 1136, 1731 5353, 5359, 5377, 5400, 5403, 5404, 5405, 5406, 5407, 5408, 5410, 5411, 5412, 5413, 5414, 5416, 5417, 5420, 5421, 5422, 5424, 5425, 5426, 5430, 5431, 5432, 5434, 5435, 5436, 5438, 5439, 5440, 5441, 5445, 5446, 5447, 5448, 5624, 5630, 5923 |
| ∫  | Szekszárd, posta                           | 33 | 1, 4, 4B, 7, 9, 9A, 11, 12, 14 1136 5353, 5359, 5377, 5400, 5403, 5404, 5405, 5406, 5407, 5408, 5419, 5420, 5421, 5422, 5429, 5430, 5431, 5434, 5435, 5436, 5438, 5439, 5440, 5441, 5445, 5446, 5447, 5448, 5624, 5630 |
| 1  | Szekszárd, Újvárosi templom                | 31 | 16 1121, 1136 5353, 5359, 5377, 5400, 5403, 5404, 5405, 5406, 5407, 5408, 5419, 5420, 5421, 5422, 5426, 5429, 5430, 5431, 5434, 5435, 5436, 5438, 5439, 5440, 5441, 5442, 5445, 5446, 5447, 5448, 5624, 5630, 5923 |
| 2  | Szekszárd, Újvárosi temető                 | 30 | 16, 19 1136, 1652 5353, 5377, 5400, 5403, 5404, 5405, 5406, 5407, 5408, 5419, 5420, 5421, 5422, 5426, 5429, 5430, 5431, 5434, 5435, 5436, 5438, 5439, 5440, 5441, 5442, 5445, 5446, 5447, 5448, 5624, 5630 |
| 3  | Szekszárd, bonyhádi útelágazás             | 29 | 18 1121, 1136 5377, 5400, 5403, 5404, 5405, 5406, 5407, 5408, 5420, 5421, 5422, 5429, 5430, 5431, 5434, 5435, 5436, 5438, 5439, 5440, 5441, 5442, 5446, 5447, 5448, 5624, 5630 |
| 4  | Mözs, malom                                | 28 | 1121 5377, 5400, 5406, 5407, 5408, 5419, 5429 |
| 5  | Mözs, újtelep                              | 27 | 5377, 5400, 5406, 5407, 5408, 5419, 5429 |
| 6  | Tolna, újtelep                             | 26 | 5377, 5400, 5406, 5407, 5408, 5419, 5429 |
| 7  | Tolna, kápolna                             | 25 | 1121 5377, 5400, 5406, 5407, 5408, 5419, 5429 |
| 8  | Tolna, vásártér                            | 24 | 5377, 5400, 5406, 5407, 5408, 5419, 5429 |
| 9  | Tolna, Szent István tér                    | 23 | 1121 5377, 5400, 5406, 5407, 5408, 5419, 5429 |
| 10 | Fadd, autóbusz-váróterem                   | 22 | 1121 5377, 5400, 5419, 5429 |
| 11 | Dunaszentgyörgy, Béke tér                  | 21 | 1121 5400, 5429, 5451 |
| 12 | Paks, konzervgyár                          | 20 | 1, 1S, 3I, 4 1121, 1125, 1131, 1134 5358, 5374, 5400, 5403, 5404, 5405, 5429, 5452, 5455, 5456, 5562, 5634, 8047 |
| 13 | Paks, autóbusz-állomás                     | 19 | 1, 1S, 2, 3, 3I, 4 1121, 1125, 1131, 1134 5358, 5374, 5400, 5403, 5404, 5405, 5429, 5450, 5452, 5455, 5456, 5457, 5562, 5634, 8047, 8211 |
| 14 | Paks, Dózsa György utca 32.                | ∫  | 1, 1S, 2, 3, 3I 5358, 5403, 5450, 5457, 8047 |
| 15 | Paks, sportpálya                           | 18 | 2 5358, 5403, 5457, 8047 |
| 16 | Paks (Gyapapuszta), kápolna                | 17 | 5358, 5403, 5457, 8047 |
| 17 | Németkér, autóbusz-váróterem               | 16 | 5358, 5403, 5457, 8047 |
| ∫  | Németkér, posta                            | 15 | 5403, 5457, 8047 |
| 18 | Németkér (Hard), autóbusz-váróterem        | ∫  | 5358, 5403, 5457, 8047 |
| 19 | Cece, Hősi emlékmű                         | 14 | 1707, 1843 5358, 5447, 5502, 5552, 8047, 8048, 8049, 8264 |
| 20 | Simontornya, vasútállomás                  | 13 | 1731 5358, 5502, 5552, 5555, 8066, 8271, 8310, 8333} S40, G40, Z40, S431, Kresz Géza InterCity, Rippl-Rónai InterCity, Somogy InterCity |
| ∫  | Igar, templom                              | 12 | 1731 5358, 8066, 8271, 8310 |
| 21 | Mezőszilas, Mártírok útja                  | 11 | 1731 5358, 8066, 8271, 8272, 8274, 8310 |
| 22 | Dég, bejárati út                           | 10 | 1731 5358 |
| 23 | Enying, Kossuth Lajos utca 6.              | 9  | 1173, 1731 5358, 7321, 8065, 8066, 8067, 8310, 8320, 8321, 8325, 8326 |
| 24 | Balatonbozsok, Fő utca 100.                | 8  | 5358, 7321, 8065, 8066, 8067, 8321, 8325, 8326 |
| 25 | Siófok (Szabadisóstó), 7. sz. út           | 7  | 1302, 1402, 1512, 1528, 1563, 1708, 1840, 1842 5358, 8325, 8326 |
| 26 | Siófok, (Szabadifürdő), rádióállomás       | 6  | 5358, 8325, 8326 |
| 27 | Siófok, (Szabadifürdő), vasúti megállóhely | 5  | 2, 24, N2 1174, 1302, 1402, 1512, 1528, 1563, 1708, 1840, 1842 5358, 7324, 7325, 8325, 8326 S30, személyvonat, sebesvonat, Déli<-parti InterRégió, Déli->parti InterRégió, Vitorlás InterRégió, Panoráma expresszvonat, Jégmadár expresszvonat, Aranypart expresszvonat |
| 28 | Siófok, felső                              | 4  | 1302, 1402, 1528, 1563, 1593, 1708 5358, 7324, 7325, 8325, 8326 |
| 29 | Siófok, vasúti átjáró                      | 3  | 1593 5358, 7324, 7325, 8325, 8326 |
| 30 | Siófok, Sziget utca                        | 2  | 5358, 6008, 6051, 6053, 8325, 8326 |
| 31 | Siófok, Dózsa György utca                  | 1  | 3, 14, 14A 1593, 1708 5358, 5906, 5916, 5917, 6008, 6010, 6015, 6016, 6018, 6035, 6038, 6040, 6041, 6042, 6043, 6051, 6053, 7324, 7325, 8325, 8326 |
| 32 | Siófok, autóbusz-állomás végállomás        | 0  | 1, 2, 3, 4, 7, 14, 14A, 18, 24, N2 1172, 1174, 1177, 1302, 1402, 1499, 1506, 1512, 1528, 1563, 1564, 1592, 1593, 1708, 1740, 1742, 1840, 1842 5358, 5439, 5608, 5906, 5916, 5917, 6008, 6010, 6011, 6015, 6016, 6018, 6035, 6038, 6040, 6041, 6042, 6043, 6051, 6053, 6101, 7324, 7325, 8274, 8325, 8326 S30, személyvonat, sebesvonat, Déli<-parti InterRégió, Déli->parti InterRégió, Esti Csók InterRégió, Vitorlás InterRégió, Panoráma expresszvonat, Jégmadár expresszvonat, Aranypart expresszvonat, Ezüstpart expresszvonat, Aranyhíd expresszvonat, Napfürdő expresszvonat, Balaton InterCity, Tópart InterCity, Agram-Tópart nemzetközi InterCity, Adria nemzetközi InterCity |